# Chartreuse de Glenstrup
 (mars 2025).
Si vous disposez d'ouvrages ou d'articles de référence ou si vous connaissez des sites web de qualité traitant du thème abordé ici, merci de compléter l'article en donnant les références utiles à sa vérifiabilité et en les liant à la section « Notes et références ».
La chartreuse de Glenstrup est un ancien monastère chartreux à Glenstrup dans la presqu'île du Jutland, Danemark.  Les Chartreux se sont installés brièvement à l'abbaye de Glenstrup, mais ont abandonné le site en 1441.

## Histoire
Tout comme son père qui avait fondé la chartreuse de Darłowo en 1394, Éric de Poméranie, après son élection comme roi de Danemark en 1396, propose une fondation danoise au chapitre général, lequel en charge le prieur de Szczecin ; mais ce projet n'aboutit pas. Après la mort de sa femme en 1412, plus favorable à l'Ordre de Sainte-Brigitte, Éric donne aux chartreux des terrains à Tjærby et Tjærbyfang à quelques kilomètres au nord de Randers. Dom Goswin Comhair, visiteur de la province de Saxe, prend la direction de la fondation, mais le chapitre général de 1428 renvoi les fondateurs dans leurs maisons respectives et confie au prieur de Rostok la fondation danoise. Vers 1428-1430, le roi prie l'évêque d'Århus de donner aux chartreux les deux monastères bénédictins de Glenstrup et de Notre-Dame de Randers, ce que confirme une bulle d'Eugène IV en 1431. Le roi est destitué en 1439, la fondation est abandonnée et une bulle papale de 1446 met fin au projet de fondation au Danemark. Les biens sont donnés à l'Ordre de sainte Brigitte et l'église de Glenstrup devient paroissiale.